# مایک فلنگن
مایک فلنگن (انگلیسی: Mike Flanagan؛ (زادهٔ ۱۹۷۸)) کارگردان، تدوین‌گر، و فیلم‌نامه‌نویس اهل ایالات متحده آمریکا است. وی از سال ۲۰۰۰ میلادی تاکنون مشغول فعالیت بوده‌است. فلنگن بیشتر برای ساخت فیلم و سریال در ژانر ترسناک شناخته می‌شود. کارهای فلنگن از نظر کارگردانی، پرداخت شخصیت و دوری از روش‌های کلیشه‌ای برای ترساندن مورد ستایش منتقدان قرار گرفته‌است. استیون کینگ و ویلیام فریدکین چندین بار از آثار وی تمجید کردند. فلنگن با همسرش کیت سیگل در تمامی آثاری که تاکنون ساخته به عنوان نویسنده و یا بازیگر همکاری کرده‌است.
از آثار وی میتوان به سکوت، آکیولوس، ویجا ۲، پیش از آن که بیدار شوم، دکتر اسلیپ و سریال‌های تسخیرشدگی خانه هیل و عشاء ربانی نیمه‌شب اشاره کرد.

## زندگی‌نامه
فلاناگان در سال ۱۹۷۸ در سیلم، ماساچوست متولد شد. پدر او در نگهبانی مناطق ساحلی ایالات متحده آمریکا کار می‌کرد و به خاطر کارش همراه با خانواده به نقاط مختلفی نقل مکان می‌کرد. اگر چه مایک مدت کوتاهی در سیلم، ماساچوست زندگی کرد، اما همان مدت کوتاه نیز بر او تأثیرگذار بود و به موضوعاتی چون محاکمات جادوگری در سیلم و مسائل مرتبط با آن مانند ارواح، داستان‌های ترسناک و داستان‌های وحشتناک علاقه‌مند شد.
فلاناگان در دانشگاه تاوسان مریلند تحصیل کرده و دانش‌آموخته رشته فیلم و رسانه‌های الکترونیک است.

## فیلم‌شناسی
- سکوت
- آکیولوس (۲۰۱۳)
- ویجا ۲ (۲۰۱۶)
- پیش از آن که بیدار شوم
- بازی جرالد
- تسخیرشدگی خانه هیل
- دکتر اسلیپ